# ریس هوفا
ریس هوفا (انگلیسی: Reese Hoffa؛ زادهٔ ۸ اکتبر ۱۹۷۷) یک پرتاب‌گر وزنه اهل ایالات متحده آمریکا است.
وی در مسابقات بین‌المللی در مجموع برندهٔ ۳ مدال طلا، ۲ مدال نقره، ۱ مدال برنز شده‌است.